# Divadlo Drak
Divadlo Drak je loutkové divadlo se sídlem v Hradci Králové.

## Historie
Bylo založeno v roce 1958 v Hradci Králové pod názvem Východočeské loutkové divadlo. Ředitelem se stal Vladimír Matoušek, který do soubor přivedl Mirku Kostřábovou, Jana Pilaře, Matěje Kopeckého, Františka Vítka a Věru Říčařovou. V roce 1961 do divadla přišel autor, režisér a dramaturg Jiří Středa, o tři roky později pak režisér Miroslav Vildman. V letech 1964-1976 post ředitele zastával Jan Dvořák. V roce 1965 inscenace Pohádka z kufru sklidila úspěchy i na mezinárodní scéně. Téhož roku do divadla přišel scénograf Pavel Kalfus. V roce 1968 se název divadla změnil na Divadlo Drak. V roce 1970 inscenace Krysařova píšťala získala Skupovu cenu. V roce 1971 do divadla nastoupil režisér Josef Krofta. I díky němu se dramaturgie souboru posunula od divadla pro děti k inscenacím pro všechny věkové kategorie.
Roku 1974 do Drak přišel Kroftův spolužák z DAMU, scénograf Petr Matásek. V roce 1976 získala inscenace Popelka cenu na Světové festivalu loutkového divadla v Moskvě, v roce 1980 pak inscenace Cirkus Unikum, dnes naposled obdržela cenu ve Washingtonu a o čtyři roky později cenu v Drážďanech získala inscenace Zlatovláska. V letech 1981-1992 získal soubor světové renomé zejména díky spolupráci režiséra, výtvarníka, autora hudby Jiřího Vyšohlída a dramaturga Miloslava Klímy, za jejichž působení vznikly například inscenace Zlatovláska, Sen noci svatojánské, Královna Dagmar či Pinokio.
V roce 1989 přišel režisér Jan Borna a vznikl institut Mezinárodního figurálního divadla. V roce 1994 do divadla přišli režisér Jakub Krofta, scénograf Marek Zákostelecký a herci Jan Popela, Madla Zimová a Karel Zima. Roku 1995 společně s Klicperovým divadlem pořádali největšího divadelního festivalu ve střední Evropě s názvem Theatre European Regions (Divadlo evropských regionů). V roce 2010 bylo divadlo rozšířeno o Labyrint, Laboratoř a Studio. V bývalých Tereziánských kasárnách vznikly výstavní prostory a divadelní sál. Do roku 2010 byla ředitelkou Jana Dražďáková, poté se jí stala Eliška Finková. V roce 2014 do divadla přišli režisér a umělecký šéf Jakub Vašíček a dramaturg a pozdější ředitel Tomáš Jarkovský.